# Soldout
Fondé en 2003, Soldout est un groupe belge de musique électronique originaire de Bruxelles.

## Membres
- Charlotte Maison : Chant, synthétiseurs
- David Baboulis : Synthétiseurs, Programmation

## Discographie

### Albums
- 2004 : Stop Talking| No  | Titre                             | Durée |
| --- | --------------------------------- | ----- |
| 1.  | I Don't Want to Have Sex With You | 3:10  |
| 2.  | I Can't Wait                      | 3:34  |
| 3.  | A Taste of Candy                  | 3:26  |
| 4.  | You're Not Okay                   | 2:51  |
| 5.  | Get Out                           | 3:33  |
| 6.  | Your Dirt                         | 3:29  |
| 7.  | We Are Soldout                    | 2:16  |
| 8.  | You're Different                  | 2:52  |
| 9.  | For Your Next Girlfriend          | 3:15  |
| 10. | The Keys                          | 3:28  |
| 11. | Maybe Tomorrow                    | 4:56  |
| 12. | The Man on the Radio              | 3:28  |

- 2005 : Dead Tapes| No | Titre                                                     | Durée |
| -- | --------------------------------------------------------- | ----- |
| 1. | The Man on the Radio (New Mix)                            | 3:28  |
| 2. | I Don't Want to Have Sex With You (Feat. Girls in Hawaii) | 2:43  |
| 3. | The Keys (Feat. Girls in Hawaii)                          | 2:43  |
| 4. | Get Out (Acoustic)                                        | 3:17  |
| 5. | The Man on the Radio (Remixed by Chris Corner)            | 5:28  |
| 6. | I Don't Want to Have Sex With You (Remixed by Mugwump)    | 7:11  |
| 7. | Mine (Ghinzu Remixed by Soldout)                          | 3:15  |

- 2008 : Cuts| No  | Titre                     | Durée |
| --- | ------------------------- | ----- |
| 1.  | The Call                  | 4:05  |
| 2.  | The Last Ride             | 3:26  |
| 3.  | The Box                   | 3:25  |
| 4.  | One Word and the Next     | 3:30  |
| 5.  | Build It Up/Knock It Down | 3:32  |
| 6.  | Silence                   | 4:33  |
| 7.  | Mysteries                 | 2:52  |
| 8.  | The Cut                   | 2:39  |
| 9.  | Come On, Part I           | 3:46  |
| 10. | Come On, Part II          | 3:49  |
| 11. | The Darkest Night         | 2:27  |
| 12. | Midnight Express          | 2:18  |
| 13. | The Shape Of              | 3:28  |

- 2013 : More| No | Titre           | Durée |
| -- | --------------- | ----- |
| 1. | Right Now       | 4:54  |
| 2. | Wazabi          | 4:13  |
| 3. | 94              | 3:43  |
| 4. | A Drop of Water | 4:43  |
| 5. | Off Glory       | 3:04  |
| 6. | Relics          | 2:57  |
| 7. | Far Away        | 3:30  |
| 8. | About You       | 3:29  |
| 9. | No More Pride   | 4:47  |

- 2014 : PuppyLove (Bande originale)| 1.    | It's a Sin      | 3:20 |
| 2.    | Early Ghost     | 3:14 |
| 3.    | White Trap      | 1:29 |
| 4.    | Julia's Dance   | 2:30 |
| 5.    | The Road        | 4:05 |
| 6.    | To the Ocean    | 2:49 |
| 7.    | Just a Night    | 6:44 |
| 8.    | Puppylove theme | 5:13 |
| 37:24 |                 |      |

- 2017 : Forever| No  | Titre                     | Durée |
| --- | ------------------------- | ----- |
| 1.  | Call Me Out               | 3:34  |
| 2.  | Breaks                    | 3:41  |
| 3.  | Forever                   | 3:37  |
| 4.  | Do It Again (Feat. GOOSE) | 5:04  |
| 5.  | My Love                   | 2:47  |
| 6.  | Fake                      | 4:02  |
| 7.  | Because of You            | 3:37  |
| 8.  | Oppression                | 6:57  |
| 9.  | Fallen                    | 3:13  |
| 10. | Dune                      | 4:10  |

### Singles
- 2004 : I Don't Want to Have Sex With You
- 2004 : I Can't Wait
- 2005 : The Man On the Radio
- 2008 : The Box
- 2008 : Build It Up/Knock It Down
- 2009 : The Cut
- 2012 : Wazabi
- 2012 : Off Glory
- 2013 : 94
- 2013 : Far Away
- 2014 : It's a Sin
- 2014 : To the Ocean
- 2016 : Do It Again
- 2017 : Forever

## Récompenses
- Magritte 2015 : Meilleure musique originale pour Puppylove
- Octave de la musique 2005 (catégorie "Musiques actuelles et émergentes")
- D6bels Music Award 2016 : David Baboulis (catégorie "musicien francophone")